# 塔斯科拉鎮區 (密歇根州)
塔斯科拉鎮區（英語：Tuscola Township）是位於美國密歇根州塔斯科拉縣的一個行政鎮區。

## 地方資料
塔斯科拉鎮區的面積為85.60平方千米，當中陸地面積為85.40平方千米，而水域面積為0.20平方千米。根據2020年美國人口普查的數據，當地共有人口1978人，而人口密度為每平方千米23.11人。